# Penium phymatosporum
Penium phymatosporum là một loài Song tinh tảo trong họ Desmidiaceae, thuộc chi Penium.